# Новоукраинка (Бильмакский район)
Новоукра́инка (укр. Новоукраїнка) — село,
Новоукраинский сельский совет,
Бильмакский район,
Запорожская область,
Украина.
Код КОАТУУ — 2322785401. Население по переписи 2001 года составляло 1170 человек.
Является административным центром Новоукраинского сельского совета, в который, кроме того, входят сёла
Берёзовка,
Веселоивановское,
Гоголевка и ликвидированное село
Тополевка.

## Географическое положение
Село Новоукраинка находится на берегу реки Гайчур в месте впадения в неё реки Каменка,
выше по течению на расстоянии в 9 км расположено село Червоное Озеро,
ниже по течению на расстоянии в 0,5 км расположено село Гоголевка.
Рядом проходит автомобильная дорога Т-0803.

## Топографические карты
- Лист карты L-37-14 Куйбышево. Масштаб: 1 : 100 000. Состояние местности на 1990 год. Издание 1992 г.

## Происхождение названия
На территории Украины 31 населённый пункт с названием Новоукраинка.

## История
- 1808 год — дата основания как село Гайчул переселенцами из Смоленской губернии.
- В 1947 году (по другим данным в 1946 году) переименовано в село Новоукраинка.

## Экономика
- «Гермес», ООО.

## Объекты социальной сферы
- Школа.
- Детский сад.
- Почта
- Дом культуры.
- Амбулатория семейного типа.
- Музей истории села.

## Достопримечательности
- Братская могила советских воинов.

## Известные люди
- Баранов Василий Андреевич (1914—1945) — Герой Советского Союза, родился в селе Гайчул.
- Снитко, Иван Никитович (1909—1944) — Герой Советского Союза, родился в селе Гайчул.